# Sthenele (Tochter des Akastos)
Sthenele (altgriechisch Σθενέλη Sthenélē) ist in der griechischen Mythologie eine Tochter des Akastos, des Königs von Iolkos.
Sie war die Schwester von Laodameia und Sterope, ihre Brüder sind namentlich nicht bekannt.
Mit Menoitos, dem Teilnehmer der Argonautenfahrt, ist sie die Mutter des Patroklos, des Gefährten Achills.